# GD 66
GD 66 – biały karzeł o masie wynoszącej około 0,65 masy Słońca znajdujący się w gwiazdozbiorze Woźnicy około 166 lat świetlnych od Ziemi.
Według obserwacji z grudnia 2007 gwiazda może posiadać planetę, która otrzymała tymczasowe oznaczenie GD 66 b; istnienie planety nie zostało jeszcze potwierdzone.